# Csillagkutyák
A Csillagkutyák (eredeti cím oroszul: Белка и Стрелка. Звёздные собаки [ejtsd: Bjelka i Sztrelka. Zvjozdnie szobaki], angolul: Space dogs) 2010-ben bemutatott orosz 3D-s számítógépes animációs kaland-, sci-fi, filmvígjáték. Az animációs film rendezője Szvjatoszlav Usakov és Inna Jevlannyikova, producere Szergej Zernov. A forgatókönyvet John Chua és Alekszandr Talal írta, a zenéjét Ivan Urjupin szerezte. A mozifilm a Centre of National Film (Nemzeti Filmközpont filmstúdió, oroszul: "Центр национального фильма") gyártásában készült.  
Oroszországban 2010. március 18-án mutatták be a mozikban. Magyarországon 2012. december 9-én az M2-n vetítették le a televízióban.
A rajzfilm a gyermekközönséget célozza; a cselekmény kis mértékben eltér a valóságban megesett eseményektől. A film nem korhatáros.
A történet alapját megtörtént események alkotják: Sztrelka és Belka kutyák valóban léteztek és tényleg igazi űrhajósok voltak: 1960. augusztus 19. és 20-án közel egy napot töltöttek a világűrben, a Szputnyik–5 fedélzetén, ezután épen és egészségesen visszatértek a Földre.

## Ismertető
A történet főhőse két kutya: egy kóbor- és egy cirkuszi kutya. Ketten együtt eljutnak Bajkonurba a szovjet űrhajózási központba. Itt egy űrhajós kiképzésben lesz részük, majd űrkutyákká nevezik ki őket. A két kutya eddig is el szeretett volna jutni a holdra, de csupán csak ugattak rá. Izgalmas utazásban részesülnek és eljutnak a világűrbe, így a vágyuk megvalósul.

## Szereplők
| Szereplő       | Eredeti hang        | Magyar hang        | Leírás                                                                      |
| -------------- | ------------------- | ------------------ | --------------------------------------------------------------------------- |
| Belka          | Anna Bolsova        | Zsigmond Tamara    | A cirkuszi szuka, a film főszereplője.                                      |
| Sztrelka       | Jelena Jakovleva    | Bogdányi Titanilla | A kóbor szuka, a film másod főszereplője.                                   |
| Venya          | Jevgenyij Mironov   | Kerekes József     | A patkány, Belka és Sztrelka legjobb barátja.                               |
| Kazbek         | Szergej Garmas      | Barbinek Péter     | A német juhászkutya, a kutyakiképzés kapitánya, Belka hódolója.             |
| Pusok          | Ruszlan Kulesov     | Molnár Ilona       | A fehér kiskutyalány, aki elmeséli a történetet az anyjáról és Sztrelkáról. |
| Kalóz          | Vlagyimir Dovzsik   | Király Attila      | A kóbor kutyavezér.                                                         |
| Ganusa         | Vlagyimir Dovzsik   | Kapácsy Miklós     | A papagáj, a cirkusz tulajdonosa.                                           |
| Szalonna       | Roman Kavasnyin     | Fekete Zoltán      | A kövér disznó, a cirkusz társulat tagja.                                   |
| Dili doki      | Szergej Juskevics   | Kárpáti Levente    | Az okos pszichiáter macska a pszichiátriai rendelőben, monoklit visel.      |
| Mula           | Alekszandr Basirov  | Elek Ferenc        | A mopsz, Kalóz egyik társa.                                                 |
| Bula           | Nyina Smelkova      | Kocsis Mariann     | A francia buldog, másik Kalóz társa.                                        |
| Elefánt        | Nyina Smelkova      | Bolla Róbert       | A rózsaszínűre festett elefánt, a cirkusztársulat tagja.                    |
| Medve          | Vszevolod Kuznyecov | Kárpáti Levente    | A medve, a cirkusz társulat tagja.                                          |
| Macska         | Vszevolod Kuznyecov | Kocsis Mariann     | A szürke csíkos kövér nősténymacska.                                        |
| Uszkár         | Vszevolod Kuznyecov | Presits Tamás      | A kanuszkár.                                                                |
| Hatósági közeg | Szergej Buszarov    | Törköly Levente    | A kövér ember, aki elkapja a kóbor kutyákat.                                |
| Oroszlán       | Szergej Buszarov    | Maday Gábor        | A tűzmester oroszlán, a cirkusz társulat tagja.                             |
| Vakond         | Szergej Buszarov    | Sági Tímea         | A cirkusz társulat karmestere.                                              |
| Kutya tiszt    | Szergej Buszarov    | Jakab Csaba        | Az egyik kiképző német juhászkutya tiszt.                                   |
| Cirkuszi ló    | Zsanna Nyikonova    | Papucsek Vilmos    | A cirkusztársulat tagja.                                                    |
| Csimpánz       | Zsanna Nyikonova    | Hegedűs Miklós     | A cirkusztársulat tagja.                                                    |
| Pincsi         | Zsanna Nyikonova    | Szitás Barbara     | A selyempincsi, aki elhiszi Pusok meséjét.                                  |
| Sztrelka anyja | Zsanna Nyikonova    | Farkas Zita        | A kutyamama, aki mindig félti lányát, Sztrelkát.                            |
| Bolhák         | Kirill Szergejev    | Sarádi Zsolt       | A két vérszívó bolha, akik Sztrelka bundáján laktak.                        |
| Bolhák         | Borisz Szmeljanec   | Vári Attila        | A két vérszívó bolha, akik Sztrelka bundáján laktak.                        |
| Mr. Kennedy    | Grigorij Vac        | Rosta Sándor       | Washington városának polgármestere.                                         |
| Caroline       | Anasztaszia Usakova | Károlyi Lili       | Mr. Kennedy lánya, kedveli az állatokat.                                    |
| Professzor     | Nyikolaj Szmorcskov | Imre István        | Az egyik tudós a vezérlőteremben.                                           |

## Televíziós megjelenések
M2, M1